# Mūrderāz-e Soflá
Mūrderāz-e Soflá (persiska: موردراز سفلی) är en ort i Iran.   Den ligger i provinsen Kohgiluyeh och Buyer Ahmad, i den centrala delen av landet, 600 km söder om huvudstaden Teheran. Mūrderāz-e Soflá ligger 1 779 meter över havet och antalet invånare är 156.
Terrängen runt Mūrderāz-e Soflá är huvudsakligen kuperad, men den allra närmaste omgivningen är platt. Mūrderāz-e Soflá ligger nere i en dal.Runt Mūrderāz-e Soflá är det ganska glesbefolkat, med 28 invånare per kvadratkilometer. Närmaste större samhälle är Yasuj, 5,8 km norr om Mūrderāz-e Soflá. Omgivningarna runt Mūrderāz-e Soflá är i huvudsak ett öppet busklandskap.